# Кирха Святого Иоанна в Кайболове
Кирха святого Иоанна в Кайболово — несохранившаяся лютеранская церковь в деревне Кайболово Тосненского района Ленинградской области, бывший центр прихода Лииссиля (фин. Liissilä) Евангелическо-лютеранской церкви Ингрии.

## История
Лютеранский приход Лииссиля был основан в 1640 году. Приход охватывал район от деревни Конечки (фин. Peräsaari) на юге, до слободы Тосно и Форносова болота (фин. Vornasuo) на севере.
На карте Ингерманландии А. И. Бергенгейма, составленной по шведским материалам 1676 года, упоминается центр прихода — кирха Lisina.
Во времена шведского правления в приходе Лииссиля существовала также часовня, приписанная к соседнему приходу Венйоки.
Первоначально кирха была расположена в деревне фин. Hovinmäki (Большое Лисино), а затем была перенесена в деревню фин. Hallikaisi (Халыково).
Первый пасторат был выстроен в 1748 году и располагался в деревне фин. Papinmäki (Поповка).
Приходские церковные книги ведутся с 1774 года.
Новая деревянная кирха, освящённая во имя святого Иоанна и рассчитанная на 500 посадочных мест, была построена в 1781 году на юго-западной окраине деревни Кайболово. Рядом с ней был выстроен новый пасторат и организовано кладбище.
В 1822 году в кирхе был произведён капитальный ремонт. Зимой можно было ездить в город Павловск напрямую через болото, дорога получалась 25 вёрст, но летом приходилось ездить вокруг, по Московскому тракту, так выходило 50 вёрст. В приходе было 150 дворов, самые отдалённые — за 60 вёрст от церкви.
В 1865 году в приходе числилось 1244 человека. Приход входил в Восточно-Ингерманландское пробство.
В 1876 в семье пастора Ю. Сааринена работал домашним учителем известный финский фольклорист, археолог и этнограф Д. Европеус.
В 1880 году при храме открылась церковно-приходская школа.
В 1889 году открылась приходская библиотека.
В 1917 году в приходе числилось 3136 человек, в 1928 году — 3100 человек.
Богослужения проводились не только в церкви, по одному разу в год проводились выездные службы в деревнях Каменка, Кудрово, Конечки и Горка.
Кирха была закрыта в 1934 году. Пастор — арестован. Здание церкви было снесено в 1936 году.
До наших дней частично сохранилось только кладбище.

## Прихожане
Приход Лииссиля (фин. Liissilä) включал в себя 26 деревень:

Большое Лисино, Веретье, Горка, Кайболово, Каменка, Кирполово, Конечки, Куньголово, Кудрово, Кусово, Лорвилово, Неникюль, Лустовка, Новая, Новолисино, Перекюля, Пери, Петрушкина, Поповка, Поги, Рамболово, Раухала, Рынделево, Ульяновка, Шумба, Халыково.
Изменение численности населения прихода Лииссиля с 1842 по 1928 год:
Почти все прихожане были крестьяне, до 1860 года большинство из них были крепостными, а в деревне Перекюля жили крестьяне, принадлежащие Дворцовому ведомству.

## Духовенство
| Настоятели прихода | Настоятели прихода                             |
| Даты               | Пастор                                         |
| ------------------ | ---------------------------------------------- |
| 1640—1643          | Георгий Петрус                                 |
| 1649               | Маркус                                         |
| 1666—1680          | Йоханнес Бёстрениус                            |
| 1685               | Йохан (?)                                      |
| 1685—1688          | Карл Сарковиус                                 |
| 1689—1695          | Якоб Лимнериус                                 |
| 1750—1758          | Карл Хоппиус (настоятель)                      |
| 1770†              | Маттиас Анстеен (настоятель)                   |
| 1770—1775          | Абрахам Бранстака (настоятель)                 |
| 1776—1782          | Андреас Каяндер (и. о. пастора, пастор)        |
| 1783—1803          | Микаэль Лундберг (настоятель)                  |
| 1803—1813†         | Хенрик Лагедаль (настоятель)                   |
| 1813—1818          | Хенрик Вестен (настоятель)                     |
| 1820—1822          | Хенрик Йохан Ускелин (настоятель)              |
| 1822—1826†         | Йохан Эмануэль Пасселберг (настоятель)         |
| 1826—1827          | Карл Андерс Винтер (и. о. пастора)             |
| 1827—1833†         | Карл Вильхелм Эклунд (настоятель)              |
| 1833               | Йонас Рейнхолд Кавен (и. о. пастора)           |
| 1833—1837          | Густав Вилхелм Келлбак (и. о. пастора, пастор) |
| 1837—1840          | Александер Моберг (и. о. пастора)              |
| 1841—1844          | Иммануэль Роберт Валлениус (настоятель)        |
| 1844—1845          | Карл Вилхелм Кориандер (и. о. пастора)         |
| 1845—1854†         | Йохан Сундблад (и. о. пастора)                 |
| 1854—1855          | Даниэл Август Саелан (и. о. пастора)           |
| 1855—1856          | Андерс Винтер (и. о. пастора)                  |
| 1856—1857          | Рейнхолд Валдемар Зиллиакус (настоятель)       |
| 1857—1865          | Йохан Петер Бострём (и. о. пастора)            |
| 1866—1867          | Аугуст Вилхелм Бергман (настоятель)            |
| 1867—1868          | Йохан Альберт Тенген (настоятель)              |
| 1868—1869          | Йохан Вилхелм Мурман (и. о. пастора)           |
| 1869—1870†         | Адольф Сонне (настоятель)                      |
| 1871—1874          | Александер Бьёрквист (настоятель)              |
| 1874—1875          | Андерс Теодор Винтер (и. о. пастора)           |
| 1875—1877          | Юхо Сааринен (и. о. пастора, пастор)           |
| 1877—1882          | Нильс Хенрик Берг (настоятель)                 |
| 1833—1904†         | Йохан Вилхелм Альстед (настоятель)             |
| 1905—1907          | Пекка Хюттинен (настоятель)                    |
| 1907—1910          | Онни Оскар Хямяляйнен (настоятель)             |
| 1911—1919          | Вилхелм Койвулайнен (настоятель)               |
| 1920—1921          | Константин Сийтонен                            |
| 1922—1926          | Антти Карху                                    |
| 1927—1929          | Александр Корпелайнен                          |
| 1929—1932          | Самули Халтунен                                |
| 1932               | Юхана Ваассели                                 |
| 1934—1935          | Пекка Виркки                                   |

Приход Лииссиля был бедным, поэтому настоятели часто менялись.
Последним настоятелем прихода был Вилхелм Койвулайнен, в дальнейшем, после 1919 года, службы вели викарии и проповедники из местных.
Антти Карху, Самули Халтунен, Юхана Ваассели и Пекка Виркки были арестованы и приговорены к различным срокам заключения.
Александр Корпелайнен в 1937 году был расстрелян в Левашовской пустоши.

## Иллюстрации
- Расположение кирхи.
 Карта 1885 года
- Пастор В. Койвулайнен с семьёй. Фото 1910-х годов